# Piano Concerto No. 27 (Mozart)
Concerto cho piano sô 27, cung Si giáng trưởng, K. 595 là bản concerto cuối cùng của nhà soạn nhạc người Áo Wolfgang Amadeus Mozart. Tác phẩm được viết vào đầu năm 1791. Tác phẩm này nổi tiếng bởi sự hài hòa cảm xúc của chủ nghĩa cổ điển. Tác phẩm gồm 3 chương:
- Allegro
- Larghetto cung Mi giáng trưởng
- Allegro